# Marlon Araújo
Marlon Oliveira Araújo (Canoas, 28 dicembre 1987) è un giocatore di calcio a 5 brasiliano.
Con la nazionale brasiliana è stato campione del mondo nel 2024 e campione sudamericano nel 2024.

## Carriera
Debutta nella Liga Futsal nel 2006 con l'Ulbra, squadra della sua città natale. Gioca in seguito per diverse squadre brasiliane, legandosi in particolare al Carlos Barbosa con cui gioca, complessivamente, cinque stagioni. Nel gennaio del 2019 si trasferisce all'Inter, esordendo nella Primera División spagnola. Già convocato dalla nazionale maschile di calcio a 5 del Brasile per la Copa América 2019, annullata in seguito ai disordini scoppiati in Cile, due anni più tardi viene incluso nella lista definitiva della Seleção per la Coppa del Mondo, conclusa dai sudamericani al terzo posto.

## Palmarès

### Club

#### Competizioni nazionali
- Campionato brasiliano: 1

Carlos Barbosa: 2015
- Campionato spagnolo: 1

Inter: 2019-20

#### Competizioni internazionali
- Coppa Intercontinentale: 1

Carlos Barbosa: 2012
- Coppa Libertadores: 2

Carlos Barbosa: 2017, 2018
- UEFA Champions League: 1

Palma: 2022-23

#### Nazionale
- Coppa America: 1
Paraguay 2024
- Campionato mondiale: 1
Uzbekistan 2024